# شیء خدا
در برنامه‌نویسی شیءگرا شیء خدا یک شیء است که همه‌چیز را می‌داند یا کارهای بی‌شماری انجام می‌دهد. شیء خدا نمونه‌ای از پادالگو است.
یک تکنیک رایج برنامه‌نویسی تفکیک مشکل بزرگ به مشکل‌های کوچک‌تر (الگوریتم تقسیم و حل) و ایجاد راه‌حل برای هرکدام از آنها است. زمانی که مشکل‌های کوچک‌تر حل شدند، مشکل بزرگ نیز به‌طور کلی حل می‌شود. از این رو، هر شیء معینی که به مشکل‌های کوچک دادیم فقط نیاز است از خودشان آگاه باشند. به همین ترتیب، یک شیء فقط باید یک مجموعه از مشکل‌ها را برطرف کند: منظور مشکل‌های خودشان است.